# 阿比·狄爾
阿比·狄爾（英語：Abhay Deol，1976年3月15日—）是印度電影男演員，主要出现在宝莱坞电影中。他較成功的電影包括：《Dev.D》、《人生不再重来》、《Raanjhanaa》、《Happy Bhag Jayegi》和《无法避免的战争》等。
狄爾是寶萊塢七十年代的动作巨星達曼德拉的姪子，表亲伊莎·狄爾、辛尼和波比均是演員。

## 外部連結
- 阿比·狄爾在互联网电影资料库（IMDb）上的資料（英文）